# Anthony Bruodin
Anthony Bruodin, parfois aussi orthographié Broudin (Antonius Broudin) est un théologien et écrivain franciscain irlandais.

## Biographie
Membre de la communauté franciscaine irlandaise exilée à Prague (1650), il quitte le collège irlandais pour rejoindre les franciscains de Bohème au couvent d’Olomouc, dont il devient le gardien en 1663. En 1672, il devient gardien du couvent de Notre-Dame des Neiges à Prague. Il est connu pour ses œuvres de philosophie et de théologie scotiste, ainsi que pour son « Propugnaculum », une histoire systématique et polémique des hérésies depuis d’Antiquité. Les sections consacrées à l’Irlande ont par la suite été publiées à part.

## Œuvres
- Propugnaculum Catholicae Veritatis Libris X Constructum, in Duasque Partes Divisum. Pars Prima Historica in Quinque Libros, Prague, 1669 ;
- Oecodomia Minoriticae Scholae Salomonis Doctoris Subtilis Quadraginta Quinque Columnis Sustenata, Prague, 1663 ;
- Corolla Oecodomiae Minoriticae Scholae Salomonis Doctoris Subtilis, Prague, 1664 ;
- Armamentarium Theologicum Ad mentem Doctoris Subtilis In quatuor Preambulacra distinctum, Officinis auctum repositorijs secretio accumulatum & sectionibus divisum, Pragae : Typis Universitatis Carolo-Ferdinandeae, in Collegio Soc. Jesu, ad Clementem, per Joh. Nicolaum Hampel, 1676 ;
- Descriptio Regni Hiberniae Sanctorum Insulae, et de Prima Origine Miserarium et Motuum in Anglia, Scotia et Hibernia, Regnante Carolo I, Romae, 1721 ;
- Synopsis Vita, Virtutem, et Miraculorum S. Petri de Alcantara, Prague, 1669.